# Svami Mahešvarananda
Svami Mahešvarananda, ime po rođenju Mangilal Garg, poznatiji kao Svamiđi (rođen 15. kolovoza, 1945. u selu Rupavas, pokrajina Pali, Radžastan, Indija), je jogi, duhovni učitelj - guru i autor, te utemeljitelj sustava  "Joga u svakodnevnom životu ". Od 1972. živi i djeluje u Beču, u Austriji. Sustav vježbanja koji je stvorio danas se prakticira u Europi, Sjevernoj Americi, Australiji, Novom Zelandu, Africi, Ukrajini i Indiji.

## Mladost
Otac pandit, i priznati astrolog Krishna Ramji Garg, majka Phul Garg. Potaknut od roditelja s 3 godine počinje učiti meditaciju. Odrastao uz 3 sestre i 2 brata, te je ubrzo većinu svog vremena provodio u molitvi i meditaciji. Nakon smrti oca majka ga šalje ujaku, Svami Madhavanadađiju, koji je tada živio u selu Nipal. Usprkos pokušajima da mu se nađe neko svjetovno zanimanje, stalno traži ujaka da ga učini Sanyasinom.
Ovu mu je želju ujak i ispunio nakon nekoliko godina. U 17. godini dostiže stanje samospoznaje i biva iniciran u red svamija 1967.
Godine 1972. odlazi u Europu, u Beč, gdje osniva austrijsko-indijsku joga vedanta udrugu kao i prvi Sri Dip Madhavanada ašram.

## Učenje
Ključne su točke njegovih učenja fizičko, mentalno, socijalno i duhovno zdravlje, poštovanje života, tolerantan stav prema svim religijama, kulturama i nacionalnostima, svjetski mir, zaštita ljudskih prava i vrijednosti, zaštita okoliša i prirode, nesebično služenje, te briga i ljubav za sva živa bića.

## Učiteljska loza
- Sri Alakhpuriji
- Sri Devpuriji
- Sri Deep Niranjan Mahaprabhuji
- Sri Madhavanandaji
- Sri Maheshwaranandaji

## Nagrade i priznanja
- Predstavnik na Millennium World Peace Conference of Religious and Spiritual Leaders[3] Sjedište ujedinjenih nacija, New York, 2000.
- Učešće na međureligijskoj međunarodnoj konferenciji “Forum 2000” organizator Václav Havel[4] on behalf of “Human Rights”, 2001.
- Učešće na Earth Dialogues u Lyon-u,[5] Francuska 2002, potaknutoj od Mihaila Gorbačeva,Green Cross Internationala i Maurice Stronga (Earth Council and World Council of Former Foreign Ministers).
- Odlikovan ordenom Danice, Najvišim hrvatskim odlikovanjem za humanitarni rad, dodijeljeno od predsjednika Stjepana Mesića, Dec. 2002[6]
- Govor na Expert Colloqium for Intercultural and Interreligious Communication and Conflict Prevention,vijeće Europe,[7] Strasbourg, Dec. 7–9, 2002

## Djelovanje u Hrvatskoj
U Hrvatskoj udruga Joga u svakodnevnom životu djeluje od 1984. godine.Kao središta djelovanja mogu se izdvojiti Zagreb, Rijeka, Split, Labin, Čakovec i Karlovac.

## Vanjske poveznice
- Official International homepage of Yoga In Daily Life
- Lila Amrit online verzija
- Svamiji tv
- Yogaindailylife You Tube Chanell
- Omashram
- Joga u svakodnevnom životu